# Trash (Alice Cooper)
Trash is het 18e studioalbum van de Amerikaanse zanger Alice Cooper. Het album bevatte Coopers eerste nummer-10 hit sinds zijn single You And Me in 1977. Na Coopers terugkomst in de muziekindustrie in 1986 met de succesvolle tour The Nightmare Returns, zocht hij assistentie bij Desmond Child om een comebackalbum te maken. Het album wat ze zouden maken was Trash. Het album behaalde een 20e plek in de Billboard 200.
Er zijn veel gastoptredens op het album te horen van onder andere Jon Bon Jovi en Steven Tyler.

## Tracklist
1. "Poison" (Alice Cooper, Desmond Child, John McCurry) – 4:29
2. "Spark in the Dark" (Cooper, Child) – 3:52
3. "House of Fire" (Cooper, Child, Joan Jett) – 3:47
4. "Why Trust You" (Cooper, Child) – 3:12
5. "Only My Heart Talkin'" (Cooper, Bruce Roberts, Andy Goldmark) – 4:47
6. "Bed of Nails" (Cooper, Child, Diane Warren) – 4:20
7. "This Maniac's in Love with You" (Cooper, Child, Bob Held, Tom Teeley) – 3:48
8. "Trash" (Cooper, Child, Mark Frazier, Jamie Sever) – 4:01
9. "Hell Is Living without You" (Cooper, Child, Jon Bon Jovi, Richie Sambora) – 4:11
10. "I'm Your Gun" (Cooper, Child, McCurry) – 3:47

## Singles
1. "Poison"
2. "House Of Fire"
3. "Only My Heart Talkin' "

| Jaar | Single                   | Chart                  | Plaats |
| ---- | ------------------------ | ---------------------- | ------ |
| 1989 | "Poison"                 | The Billboard Hot 100  | 7      |
| 1989 | "Poison"                 | Mainstream Rock Tracks | 15     |
| 1990 | "House of Fire"          | The Billboard Hot 100  | 56     |
| 1990 | "House of Fire"          | Mainstream Rock Tracks | 39     |
| 1990 | "Only My Heart Talkin' " | The Billboard Hot 100  | 89     |
| 1990 | "Only My Heart Talkin' " | Mainstream Rock Tracks | 19     |